# فنیل‌آلانین
فنیل‌آلانین یکی از بیست اسید آمینه‌ی اصلی یاخته‌های زنده است.

## مسیرهای سوخت و ساز
در انسان نقص متابولیسمی فنیل‌آلانین، منجر به بیماری فنیل کتونوریا می‌شود.
به علت وجود حلقه آروماتیک نور را جذب می‌کند.